# Dumuzi

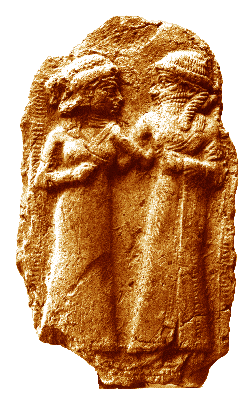
Inanna und Dumuzi

Dumuzi (Dumuzid, sumerisch dDUMU.ZI, akkadisch dma-ru-us-ur) ist ein sumerischer Hirtengott. Sein Name bedeutet „rechtmäßiger Sohn“.

## Familie
Dumuzi ist der Sohn von Enki und Sirtur oder Durdur (dBu-du in Emeku, dZé-er-tur in Emesal), Bruder von Geštinanna. Er ist Geliebter und Gemahl der Inanna. Nach dem Epos „Dumuzis Traum“ war er ein Sterblicher, der durch die Heirat mit Inanna göttlichen Status erwarb – Dumuzi sagt zu Belili: „Ich bin kein gewöhnlicher Mann, ich bin der Ehegatte einer Göttin“ (Traum des Dumuzi, Zeile 206–208). Nach dem Text UM 29 16 37 fühlt sich Dumuzi der Ištar allerdings durchaus ebenbürtig. Nachdem sich Ištar ihrer Verwandten – ihrer Mutter Ningal, der Göttin des Heiligen Rohres, ihres Vaters Sin und ihres Bruders, des Sonnengottes Utu gerühmt hat, besteht er darauf, dass ihnen seine Verwandten gleichgestellt sind. „Mein Vater ist so gut wie Dein Vater ... meine Mutter ist so gut wie Deine Mutter.“ Enki sei so gut wie Sin und Sirtur so gut wie Ningal, während er selbst Utu gleichgestellt sei.
Die Ehe zwischen Inanna und Dumuzi blieb kinderlos, im „Traum des Dumuzi“ nennt ihn Geštinanna „Jüngling ohne Familie“.

## Attribute
Dumuzi wird oft mit dem Lapislazuli verbunden, so hat er laut einem Text aus den University Museum, University of Pennsylvania einen Bart aus Lapislazuli. Er spendet verschiedenfarbige Milch, allerdings ist es bei dem sexuellen Hintergrund vieler Lieder unklar, ob es sich nicht, wie auch bei den Bezügen zu seinem Butterfass, um eine übertragene Bedeutung handelt.
Sein Haus ist E-namtila.

## Beinamen
Als Beinamen sind unter anderem überliefert:
- Hirte des Enlil[8]
- Kuli-Anna[9]
- Ušumgalanna[10]
- Kuli-Enlil[11]
- Damu, für den steigenden Saft in Bäumen[12]
- Amaʾušumgalʾanna. Jacobsen verbindet Amaʾušumgalʾanna mit der Dattelpalme und den Datteln selber.[13]
- Dumuzid-ušumgal-ana, Dumuzi, Freund des Anu (Enki und die göttliche Weltordnung 1, 3, 3)[14]
- dAmaga.[15]

## Funktion
Dumuzi nennt sich selbst einen Hirten, er wird auch als Hirte des Enlil bezeichnet.
Wie es für einen Hirten passt, bringt er Inanna Fett, Milch und Bier als Geschenke
Nach seinem Tod in der Unterwelt werden seine Zibben und Lämmer, seine Zicken und Kitze, seine kleinen Eselkühe geraubt, sein heiliger Butterkrug ist zerschmettert, seine Lämmer und Kitzen klagen jämmerlich und sein Hund jault in der wüsten Steppe. Seine Gemahlin Inanna weint bitterlich und seine Schwester Geštinanna reißt sich am Tor des Lugalbanda die Haare und Bänder aus.
Wegen seines Aufenthaltes in der Unterwelt wird Dumuzi auch als Unterweltgottheit betrachtet (so im Gilgameš-Epos). Zusammen mit Gišzida war Dumuzi auch Torwächter von An.
Sein Wesen wurde unter anderem mit dem eines Falken verglichen.

## Kult
In einer Kulthandlung, der Heiligen Hochzeit, die sich wohl in Uruk entwickelte, traten die Herrscher (als Dumuzi) vielleicht als Partner Inannas auf.

## Überlieferung
In der sumerischen Literatur wird Dumuzi vor allem in Klageliedern erwähnt. Hier wurde der Tod Dumuzis bzw. der Gang Dumuzis in die Unterwelt, wo er für ein halbes Jahr seine Schwester Geštinanna ablösen musste, betrauert.
Dumuzi wird in folgenden Epen erwähnt:
- Inannas Gang in die Unterwelt,[22] mehrere Versionen (s.d.)
- Dumuzis Traum, ein kalkal-Lied[23][24][25]
- Dumuzi und die galla.[26]
- Dumuzi und seine Schwestern.[27]
- Der Bilulu-Mythos, überliefert auf einer Keilschrifttafel aus Nippur, heute im archäologischen Museum Istanbul (Ist 4486).[28] Es wird im Text selber als ù-lí-lá dInanna-kam, ein ù-lí-lá aus dem Inanna-Kult bezeichnet und nimmt nach Jacobsen und Kramer eine Mittelstellung zwischen einem Klagelied und einer Lobpreisungshymne ein.[29] Die Autoren weisen es der Tradition von Badtibira zu.[30]

Der Mythos beschreibt, wie Bilulu und ihr Sohn Girgire aus Edin-líl-lá den Hirten Dumuzi, den Gatten von Inanna, erschlagen und seine Schafe rauben. Als Inanna davon erfährt, preist sie den toten Dumuzi, der vom Sonnenaufgang bis zum Sonnenuntergang seine Schafe bewacht hatte. Dann reist sie nach Edin-líl-lá, um Bilulu und Girgire zu verfluchen, sie und ihr Diener SÌR-RU sollen zu Wassersäcken und Wüstengeistern werden, was auch sobald geschieht. Das Epos endet mit der Klage Inannas und Geštinannas um Dumuzi und dem Preis der prompten Rache Inannas.
- Im Gilgameš-Epos wird Dumuzi auf der 6. Tafel (Zeilen 46–47) kurz als mächtiger Herrscher der Unterwelt erwähnt
- Das Epos „Enki und die göttliche Weltordnung“ berichtet, dass Dumuzi Schafhürden baute und sie säuberte und Viehställe baute. Er bereitete den besten Rahm und Fett (Butter?) und brachte Überfluss an den Tisch der Götter. Er schuf die Ebene, ließ sie ergrünen und erreichte Wohlstand. Enki unterstellte ihm all dies.[31]
- Das Epos „Lugalbanda und der Anzu-Vogel“ erwähnt das heilige Butterfass des Dumuzi, dessen Butter die Butter der gesamten Welt ist, dessen Milch die Milch der gesamten Welt ist.[32]

Ferner existieren Gebete an Inanna und Dumuzi, wie Attī Ištar ša ḫarmaša Dumuzi, die unter anderem in Heilungszeremonien Einsatz fanden.

## Deutung
Möglicherweise ist Dumuzi ein vergöttlichter sumerischer Herrscher. Hier kommen die vorsintflutlichen Herrscher Dumuzi der Hirte aus der Stadt Bad-tibira, der 36.000 Jahre regierte oder Dumuzi der Fischer aus Kuara, der 100 oder 110 Jahre regierte (sumerischen Königsliste aus Uruk) in Frage. Kramer hält Dumuzi für einen Herrscher von Uruk.
Jacobsen und Kramer sehen Dumuzi als das vergöttlichte Wesen der Milch, er stirbt, wenn die Schafe und Ziegen aufhören, Milch zu geben.
Die Deutung als Vegetationsgott beruht wohl auf der Gleichsetzung mit Adonis, in der sumerischen Literatur ist Dumuzi, der Hirte, ausschließlich mit der Milchproduktion und dem damit einhergehenden Überfluss verbunden. Von einer Wiedergeburt des Dumuzi wird nur in dem Mythos „Inannas Gang in die Unterwelt“ berichtet, in allen anderen Mythen wird er getötet, entweder von Bilulu und Girgire, von den galla-Dämonen oder von den Männern von Adab, Akšak, Unug, Urim und Nibru und er bleibt tot, trotz der Klagen von Schwester und Gattin.

## Nachwirken
Aus der sumerischen Mythologie ging Dumuzi in die akkadische, babylonische und assyrische Religion über. In akkadischer Sprache entsprach ihm Tammuz.
Der jüdische Monatsname Tammus stammt aus der Zeit des babylonischen Exils und geht auf den entsprechenden babylonischen Monatsnamen zurück.
Nach Kramer hat der Dumuzi-Mythos „beträchtliche Ähnlichkeiten“ zum Adonis-Mythos der griechischen Mythologie.
In einem alternativen Werk glaubt der Autor Alexander Hislop in seinem Buch The Two Babylons (1858) Tammuz als Nimrod, den Gründer der Stadt Babylon, der seiner Meinung nach etwa 180 Jahre nach der Flut der Tage Noahs lebte, identifizieren zu können. Wegen vieler Fehler, die selbst dem damaligen Forschungsstand bereits widersprachen, ist diese Interpretation jedoch nie ernsthaft in Erwägung gezogen worden.